# بيستي كوكديمير
بيستي كوكديمير هي ممثلة تركية ولدت في (29 أغسطس 1993).

## الحياة الشخصية
ولدت بيستي كوكديمير في سينوب، بعد الانتهاء من تعليمها الابتدائي والثانوي في سينوب ذهبت إلى الجامعة في إسطنبول. غادرت إسطنبول بعد دراستها لمدة عام في قسم تصميم الأزياء بجامعة هاليك. ثم درست في قسم الفنون الأدائية بجامعة إسطنبول بيلجي إدارة الفنون المسرحية.

## الحياة الفنية
في عام 2012، بدأ حياتها المهنية في التمثيل في مسلسل الحقيقية العارية.
التقطت عددا من الصور ووضعت عروضًا على مواقع مختلفة على الإنترنت. تم اختيارها للمشاركة بأول عمل في مسلسل يسمى Çocuk Çocuk ، ولكن مع التغيير الذي تم في اللحظة الأخيرة، اختيرت ممثلة أخرى.

## أعمالها
- الحقيقة العارية (مسلسل تلفزيوني) 2012
- بهزات ش. (مسلسل تلفزيوني) 2013
- المفكرة (مسلسل تلفزيوني) 2014
- بويراز كارايل الجزء الثاني (مسلسل تلفزيوني) 2015
- القرن الرائع: السلطانة قسم 2015
- الحلوات الصغيرات الكاذبات (مسلسل تلفزيوني) 2015
- أغنية الحياة (مسلسل تلفزيوني) 2016
- حجر (سونا) (صورة متحركة) 2017
- سلطان قلبي 2018
- أنت في كل مكان 2020

## روابط خارجية
بيستي كوكديمير على موقع قاعدة بيانات الأفلام على الإنترنت